# Chester Beatty Library

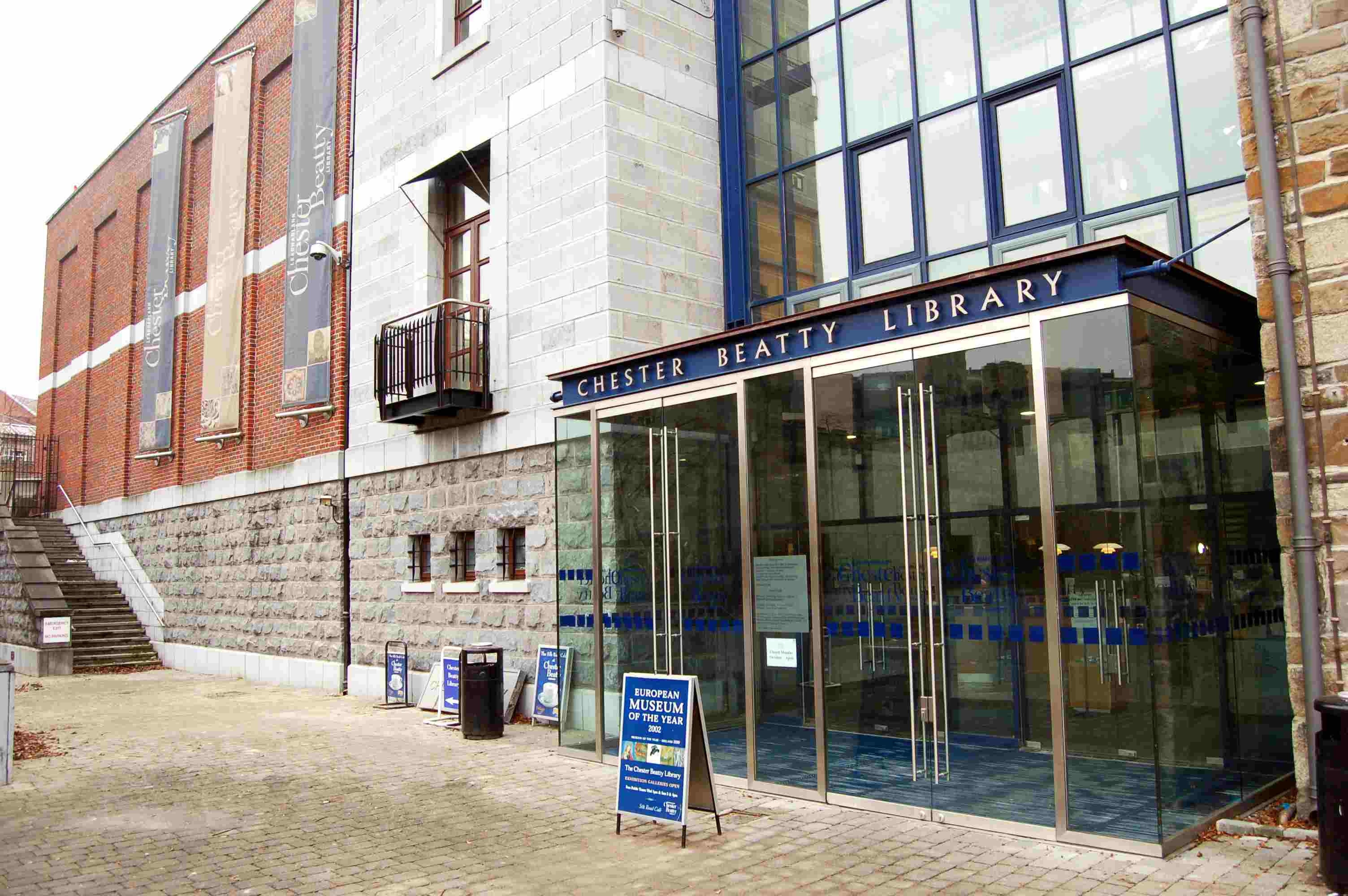
Ingresso

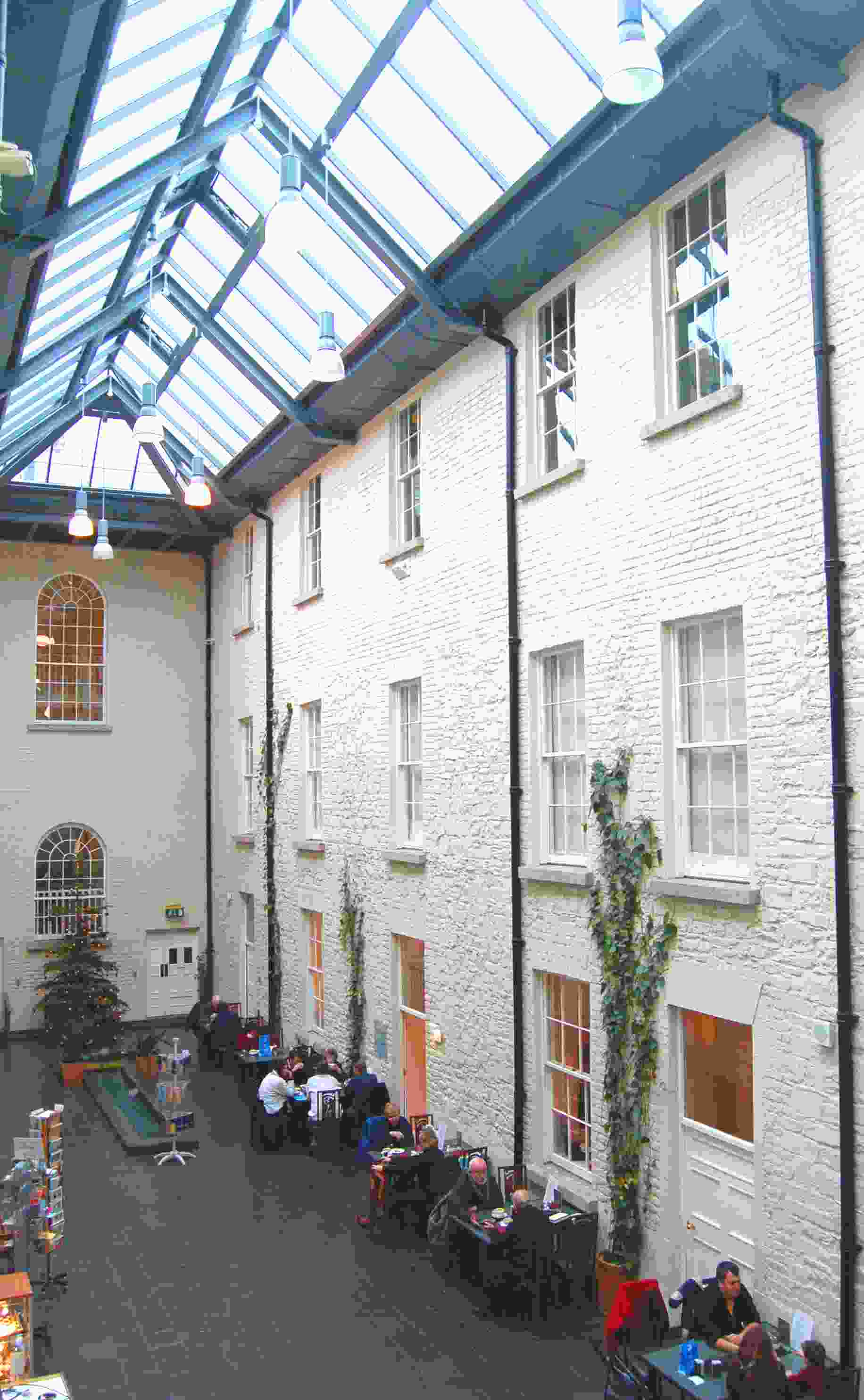
Atrio

La Chester Beatty Library è stata fondata a Dublino nel 1950, per accogliere le collezioni di miniature del magnate Sir Alfred Chester Beatty. L'attuale Biblioteca, sita nei sotterranei del Castello di Dublino, è stata aperta il 7 febbraio 2000, nel 125º anniversario della nascita di Sir Alfred, ed è stata indicata come il museo europeo dell'anno nel 2002.
Le collezioni della biblioteca sono articolate in due segmenti: "Sacred Traditions" e "Artistic Traditions". Entrambe esibiscono manoscritti, miniature, stampe, disegni, libri rari e alcune espressioni artistiche della cultura islamica, dell'Asia orientale e dell'Occidente. La biblioteca è una delle fonti principali per lo studio dell'Antico e del Nuovo Testamento e vanta una delle più significative collezioni di manufatti islamici e dell'Estremo Oriente. Il museo ospita parimenti numerose esposizioni temporanee, molte delle quali includono capolavori artistici prestati da istituzioni e collezioni straniere. Il museo contiene un certo numero di oggetti di valore inestimabile, incluso uno dei volumi sopravvissuti illustrati della prima Storia del Profeta (al-Sīra al-nabawiyya) di Ibn Ishaq e il cosiddetto Vangelo di Mani, che si ritiene essere l'ultima testimonianza rimanente del Manicheismo.

## Collezioni

### Collezioni occidentali

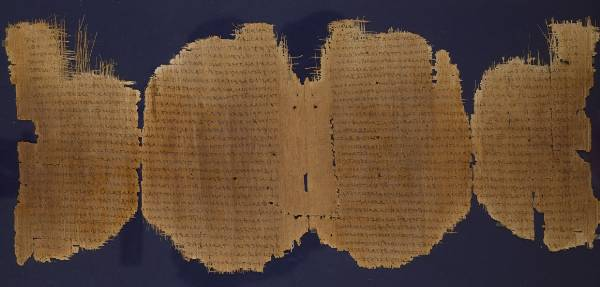
Un manoscritto papiraceo greco del III secolo del Vangelo di Luca

La Collezione occidentale accoglie numerosi manoscritti miniati, libri rari, incisioni e disegni. La collezione di papiri è una delle più ricche del mondo e include quasi interamente il corpus delle "Canzoni d'amore dell'Antico Egitto".

### Collezioni islamiche

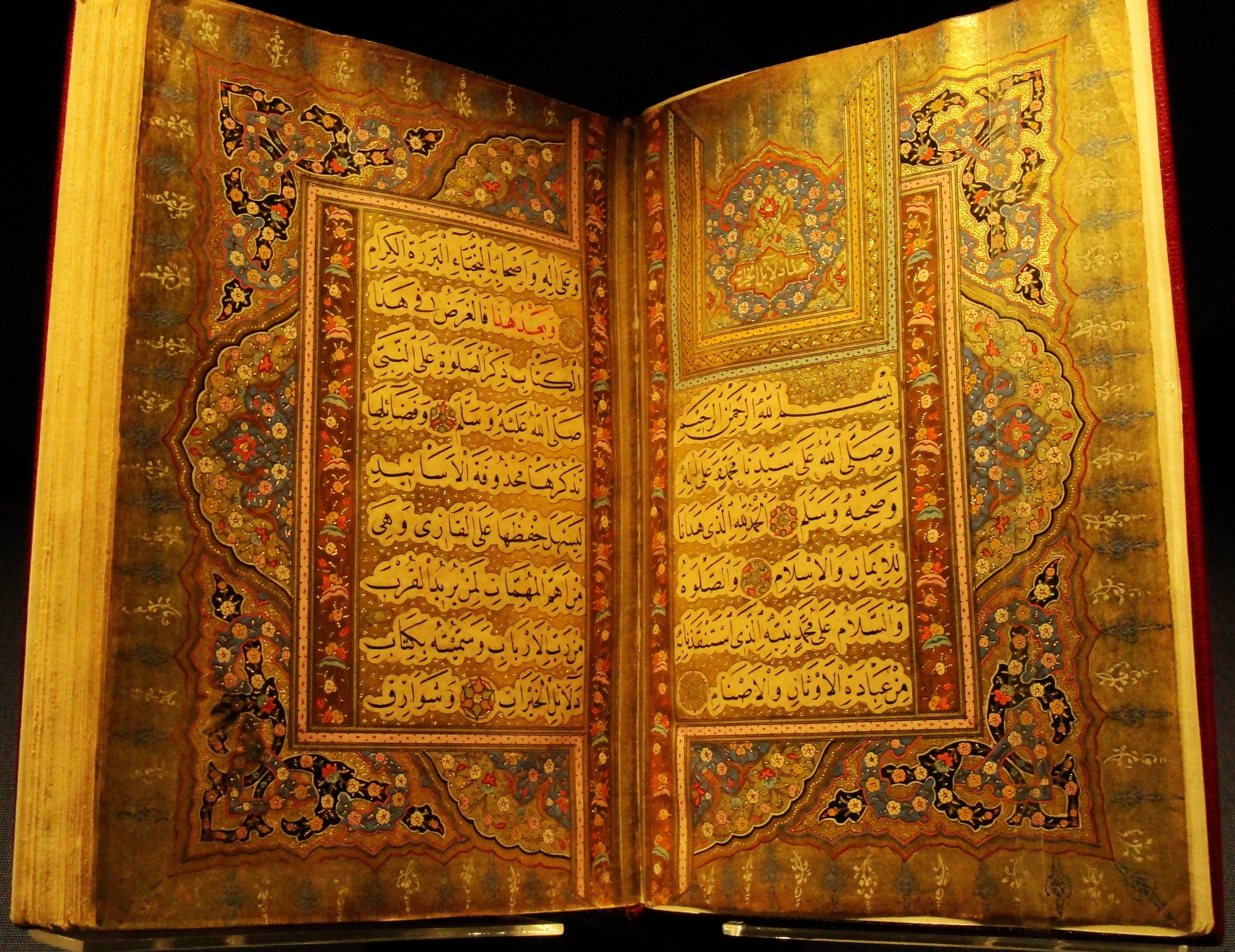
Una copia delle Dalāʾil al-khayrāt di al-Jazūlī della Biblioteca Chester Beatty

La Collezione islamica è divisa in una parte araba, una Persiana, una Turca, una dedicata ai Corani e in una raccolta indiana d'età Mughal. La parte araba include trattati di religione, di storia, di Shari'a e fiqh, di medicina, di geografia, di matematica, di astronomia e di linguistica.  Alcune delle più importanti miniature d'età imperiale Mughal, chiamate Muraqqa', fanno parte della Collezione.

### Collezioni dell'Asia orientale
La Collezione dell'Asia orientale vanta una delle più ricche raccolte di tabacchiere da fiuto intarsiate.